# Syzygium pseudoformosum
Syzygium pseudoformosum là một loài thực vật có hoa trong Họ Đào kim nương. Loài này được (King) Merr. & L.M.Perry miêu tả khoa học đầu tiên năm 1939.